# Blackallia
Blackallia é um género botânico pertencente à família Rhamnaceae.